# Gunungmanik (Talaga)
Gunungmanik is een bestuurslaag in het regentschap Majalengka van de provincie West-Java, Indonesië. Gunungmanik telt 3099 inwoners (volkstelling 2010).